# Christian Baudelot
Christian Baudelot (Parigi, 9 dicembre 1938) è un sociologo francese.
Insegna presso l'École Normale Supérieure.

## Opere
- (tr. con Pierre Clinquart) Anthropologie di Edward Sapir, 1967.
- (con Roger Establet) L'ecole capitaliste en France, 1971
- (con Roger Establet and Jacques Malemort) La petite bourgeoisie en France, 1974
- (con Roger Establet, Jacques Toiser and P. O Flavigny) Qui travaille pour qui, 1979
- (con Roger Establet) Durkheim et le suicide, 1984
- (con Roger Establet) Le Niveau monte, 1989
- (con Roger Establet) Allez les filles!, 1992
- (con Roger Establet) Maurice Halbwachs: consommation et société, 1994
- (con M. Gollac,  Céline Bessière et al) Travailler pour être heureux? le bonheur et le travail en France, 2003
- (con Roger Establet) Suicide: l'envers de notre monde, 2006. Translated into English as Suicide: The Hidden Side of Modernity, 2008
- (ed. con Marie Jaisson) Maurice Halbwachs, sociologue retrouvé, 2007
- (con Roger Establet) L'élitisme républicain: l'école française à l'épreuve des comparaisons internationales, 2009